# Budic (évêque de Nantes)
Pour les articles homonymes, voir Budic.
Budic (mort en 1049) est un ecclésiastique breton qui est évêque de Nantes de 1041 ou 1042 à 1049.

## Biographie
L'évêque Gauthier II avait deux fils, nés vraisemblablement avant sa consécration. Il envoie son cadet Budic faire ses études aux célèbres écoles de Saint-Martin de Tours et ensuite le désigne comme son successeur à l'évêché de Nantes, instituant ainsi l'amorce d'une dynastie épiscopale comme il en existait à la même époque dans l'évêché de Rennes et celui de Cornouaille. À la mort de son père en 1041/1042, Budic prend possession de son siège épiscopal mais, du fait des conditions peu canoniques de son accession à l'épiscopat, il fait face à une forte opposition, notamment des nantais, et il doit acheter à « poids d'or » la bienveillance des conseillers du jeune comte Mathias de Nantes, ce qui entraîné la poursuite de l'affaiblissement du temporel épiscopal. Dès le commencement de son pontificat, Léon IX, partisan de la réforme ecclésiastique, réunit un concile à Reims où, en octobre 1049, il démet Budic pour népotisme et simonie, mais le maintient dans l'état de prêtre. Il le remplace par Airard, abbé de Saint-Paul-hors-les-murs. Budic meurt peu après. 
Comme son père, Budic était un évêque marié, il laisse deux fils, Hervé et Gauthier, qui, entre 1040 et 1059, sont témoins lors d'une donation en faveur d'Orri de Champtoceaux. Hervé est de plus présent dans plusieurs autres actes du comté de Nantes, en particulier lorsque le comte Mathias II de Nantes investit l'abbaye de Marmoutier de la dîme de Biesse. Sa lignée étant écartée de la fonction épiscopale depuis 1049, sa présence ne peut se justifier que par l'importance et la richesse qu'avait conservée sa famille.